# Montcarra
Montcarra é uma comuna francesa na região administrativa de Auvérnia-Ródano-Alpes, no departamento de Isère. Estende-se por uma área de 4,9 km². Em 2010 a comuna tinha 568 habitantes (densidade: 115,9 hab./km²).